# National Iranian South Oil Company
La National Iranian South Oil Company (NISOC) ou Société nationale iranienne du pétrole (SNIP) (en persan : شرکت ملی مناطق نفت‌خیزِ جنوب ایران, Sherkate Mellie Manateghe Naftkhize Jonube Iran), est une entreprise produisant et distribuant du gaz naturel et du pétrole dont le siège est situé à Ahvaz. L'entreprise est publique et appartient au National Iranian Oil Company. Elle a été fondée en 1971.
La NISOC a été fondée avec des objectifs d'exploration, de développement, de production et de vente de pétrole brut et de gaz naturel. Les réserves de pétrole et de gaz de la NISOC sont actuellement de 330 milliards de barils. Les capacités de production de la NISOC incluent plus de 3 millions de barils de pétrole brut et 60 millions de m³ de gaz naturel par jour.